# Jaten (Juwiring)
Jaten is een bestuurslaag in het regentschap Klaten van de provincie Midden-Java, Indonesië. Jaten telt 1714 inwoners (volkstelling 2010).